# Philonotis tjibodensis
Philonotis tjibodensis är en bladmossart som beskrevs av Brotherus 1904. Philonotis tjibodensis ingår i släktet källmossor, och familjen Bartramiaceae. Inga underarter finns listade i Catalogue of Life.